# Nicrophorus apo
Nicrophorus apo là một loài bọ cánh cứng được tìm thấy ở Mindanao, Philippines. Loài này được miêu tả khoa học đầu tiên bởi Ross H. Arnett, Jr. năm 1950, và đặt theo tên Mount Apo.